# República de Noli
La República de Noli (en italiano: Repubblica di Noli; ligur: Repubbrica de Nöi) fue una república marítima italiana que tenía su centro en la ciudad de Noli, en Liguria, y existió desde 1192 hasta 1797. El área se encuentra ahora en la provincia de Savona, Italia. Para protegerse de posibles ataques e invasiones de Savona y del Marquesado de Finale, Noli se alió en 1202 con la República de Génova en una especie de protectorado; de hecho, documentos de la época demuestran que la relación era de igualdad y no de sumisión. La alianza permitió que la República de Noli tuviera una importancia cada vez mayor que en 1239 el Papa Gregorio IX estableció allí una diócesis.

## Historia
Noli fue fundada en 1192. Después de 10 años de existencia, la pequeña república marítima se alió con la vecina República Genovesa, más grande y poderosa, lo que le dio a Noli el estatus de protectorado genovés hasta su disolución en 1797. A lo largo de su historia, Noli estuvo gobernada por un Podestà. Sobrevivió durante 605 años antes de que Napoleón lo anexara en 1797.

## Economía
A pesar de su pequeño tamaño, el buen astillero y puerto de Noli les permitió convertirse en una potencia comercial. Tenían buenas relaciones comerciales con Génova, ya que solo tenían que pagar un centavo para poder comerciar en Génova, mientras que los españoles tenían que pagar 60 centavos para poder comerciar.

## Poderío militar
El eficiente astillero de Noli les permitió convertirse en una especie de potencia naval, a pesar de su pequeño tamaño. La alianza con Génova le brindó mucha protección, especialmente porque Génova utilizó el puerto de Noli para proteger sus barcos.
Se sabe que durante un conflicto con Savona, Noli saqueó la ciudad de Spotorno, que era de su propiedad, en 1227.

## Relaciones Extranjeras
En 1202, Noli fue amenazado por el condado de Savona. En respuesta, Noli formó una confederación con la poderosa República de Génova. Noli mantuvo esta alianza hasta que se disolvieron en 1797.

## Bandera
La bandera de Noli se creó por primera vez en el siglo XIII, con una cruz blanca y un fondo rojo, exactamente lo contrario de la bandera de Génova. Muchos de los barcos mercantes de Noli eligieron enarbolar la bandera genovesa, ya que inspiraba mucho más respeto.

## Religión
En 1239, el Papa nombró un obispo en Noli.